# Sex Therapy
Pour les articles homonymes, voir Thanks for Sharing.
Pour plus de détails, voir Fiche technique et Distribution.
Sex Therapy ou Accros au sexe au Québec (Thanks for Sharing) est un film américain réalisé par Stuart Blumberg et sorti en 2012.

## Synopsis
Trois Américains suivent ensemble un programme en douze étapes pour mettre fin à leur addiction au sexe.

## Fiche technique
- Titre original : Thanks for Sharing
- Titre français : Sex Therapy
- Titre québécois : Accros au sexe
- Réalisation : Stuart Blumberg
- Scénario : Stuart Blumberg et Matt Winston
- Musique : Craig Wedren
- Pays d'origine :  États-Unis
- Langue originale : anglais
- Format : couleur - son Dolby Digital
- Genre : Comédie dramatique
- Durée : 112 minutes
- Dates de sortie :
  - Canada : 8 septembre 2012 (Festival international du film de Toronto 2012)
  - États-Unis : 20 septembre 2013 (sortie limitée)
  - France : 15 juillet 2015 (sorti directement en VOD)

## Distribution
- Mark Ruffalo (VF : Michaël Cermeno) : Adam
- Tim Robbins (VF : Éric Bonicatto) : Mike
- Gwyneth Paltrow (VF : Sophie O) : Phoebe
- Josh Gad (VF : Michel Barrio) : Neil
- Joely Richardson (VF : Sylvie Santelli) : Katie
- Pink (VF : Caroline Lemaire) : Dede
- Patrick Fugit (VF : Julien Sainte-Marthe) : Danny
- Carol Kane : Roberta
- Michaela Watkins : Marney
- Isiah Whitlock, Jr. (en) : Charles
- Emily Meade : Becky
- Poorna Jagannathan : Dr Lili Kazhani
- Okieriete Onaodowan (en) : Lou
- Natalia Volkodaeva : Ana

Source et légende : version française (VF) selon le carton du doublage français télévisuel.

## Distinctions

### Nominations
- Festival international du film de Toronto 2012
- Festival du film de Sydney 2013 : sélection « Features »